# Haszebe Makoto
Haszebe Makoto (Fudzsieda, 1984. január 18. –) japán labdarúgó, a német élvonalbeli Eintracht Frankfurt középpályása és a japán labdarúgó-válogatott csapatkapitánya.

## Klubcsapataiban

### Urava Red Diamonds
A Fudzsieda Higasi Gimnázium elvégzése után 2002-ben az Urava Red Diamonds csapatához szerződött, 2003-ban pedig már a csapat alapemberévé vált. 2004-ben a japán ligakupa keretein belül az év felfedezettjének járó New Hero Award díjában részesült, és beválogatott a japán első osztályban az év csapatába is. Szintén ebben a szezonban az Urawa szurkolói az idény játékosának választották.
Csapatával az évek során nyert többek között japán bajnokságot, japán ligakupát, japán szuperkupát és Ázsiai Bajnokok Ligáját is.

### VfL Wolfsburg

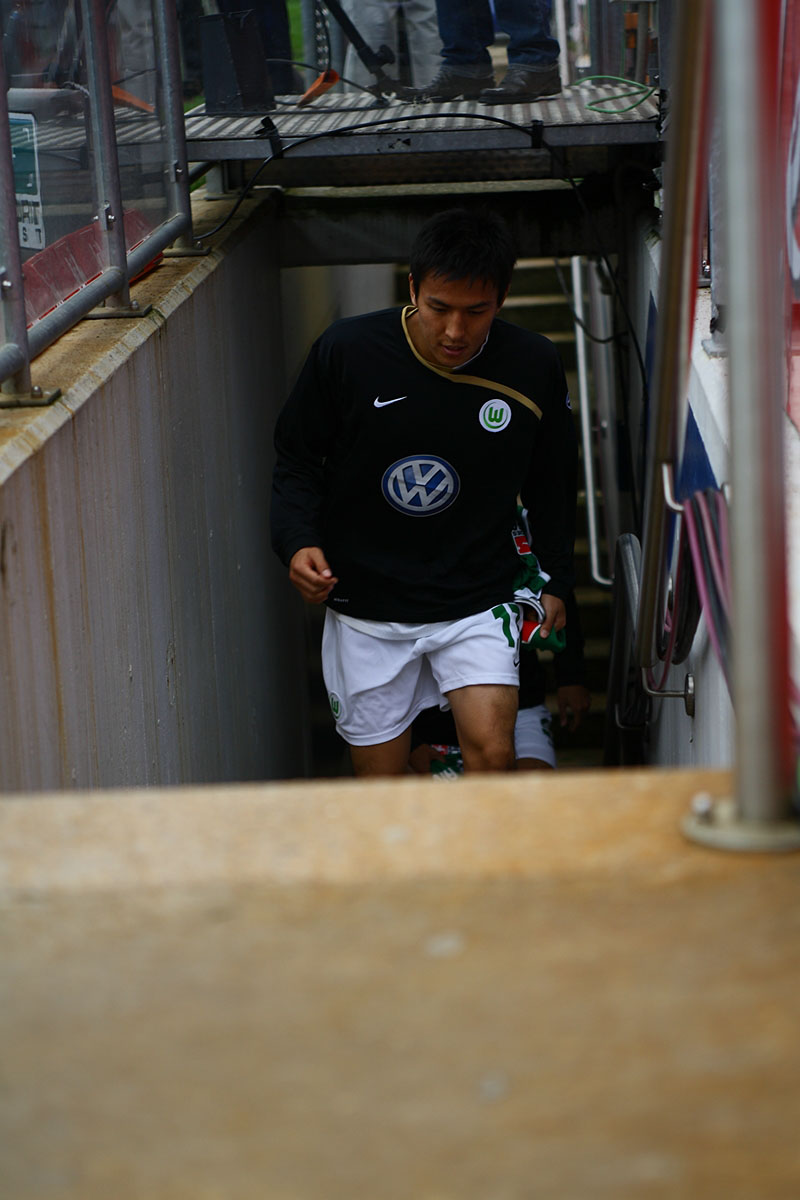
Hasebe egy mérkőzés előtt a Wolfsburg színeiben (2008)

Habár Haszebét az olasz első osztályban játszó AC Siena is leakarta igazolni, a japán válogatott játékos végül a német Bundesligában szereplő Wolfsburg mellett döntött, ezzel pedig a német csapat első japán nemzetiségű légiósává  vált.
Haszebe részese volt a Wolfsburg 2008-09-es bajnoki győzelmének. 25 mérkőzésen lépett pályára az idényben, és 3 gólpasszt osztott ki, hozzásegítve Felix Magath együttesét a csapat ezidáig utolsó bajnoki címéhez. Ezzel a diadallal Haszebe a második japán játékossá vált, aki magasba emelhette a Bundesliga megnyerésével járó salátástálat.
2011. december 3-án 100. alkalommal léphetett pályára a Bundesligában a Mainz ellen. A 2011-12-es szezonban (szintén a Mainz ellen) már a csapatkapitányi szalagot is viselhette. 159 mérkőzésen 6 gól mellett 19 gólpasszt osztott ki a Wolfsburg színeiben.

### 1. FC Nürnberg
2013. szeptember 2-án Haszebe három évre aláírt a szintén élvonalbeli Nürnberg csapatához. Bár az idény első felében minden percet a pályán töltött, decemberben megsérült, és porcleválása miatt egészen az utolsó fordulóig, májusig nem léphetett pályára. Több hónapos kihagyása alatt a Nürnberg nem volt képes kiharcolni a bennmaradást, végül a 17. helyen búcsúztak a Bundesligától. Pusztán 14 mérkőzés jutott neki, az idény végén pedig távozott csapatától.

### Eintracht Frankfurt
2014. július 1-én az Eintracht Frankfurt csapatához írt alá két évre.
A 2015-16-os szezonban Armin Veh edző irányítása alatt a Frankfurt kis híján kiesett a Bundesligából. Veh-t márciusban menesztették, a helyét pedig Niko Kovač foglalta el a kispadon. A Frankfurt végül osztályozót érő helyen végzett, a bennmaradáshoz pedig Haszebe volt csapatát, a feljutásért küzdő Nürnberget kellett legyőzniük. Haszebe mind a hazai, mind az idegenbeli meccset végigjátszotta, a Frankfurt pedig idegenbeli győzelmével megtartotta helyét az élvonalban. A rákövetkező szezonban Haszebe második Bundesliga-csapatában is viselhette a kapitányi szalagot két egymást követő bajnokin.
Szintén alapembere volt Niko Kovač kupagyőztes csapatának a német kupa 2017-18-as kiírásában. A sorozatban mindössze egyetlen mérkőzésről hiányzott, az összes többit végigjátszotta, így a május 19-én rendezett döntőt is. A fináléban a Bayern München csapatát verték 3-1-re, ezzel a Frankfurt 30 év után nyerte meg a serleget, Haszebe pedig a bajnoki salátástál mellett a másik főbb trófeát is a magasba emelhette

## Válogatott

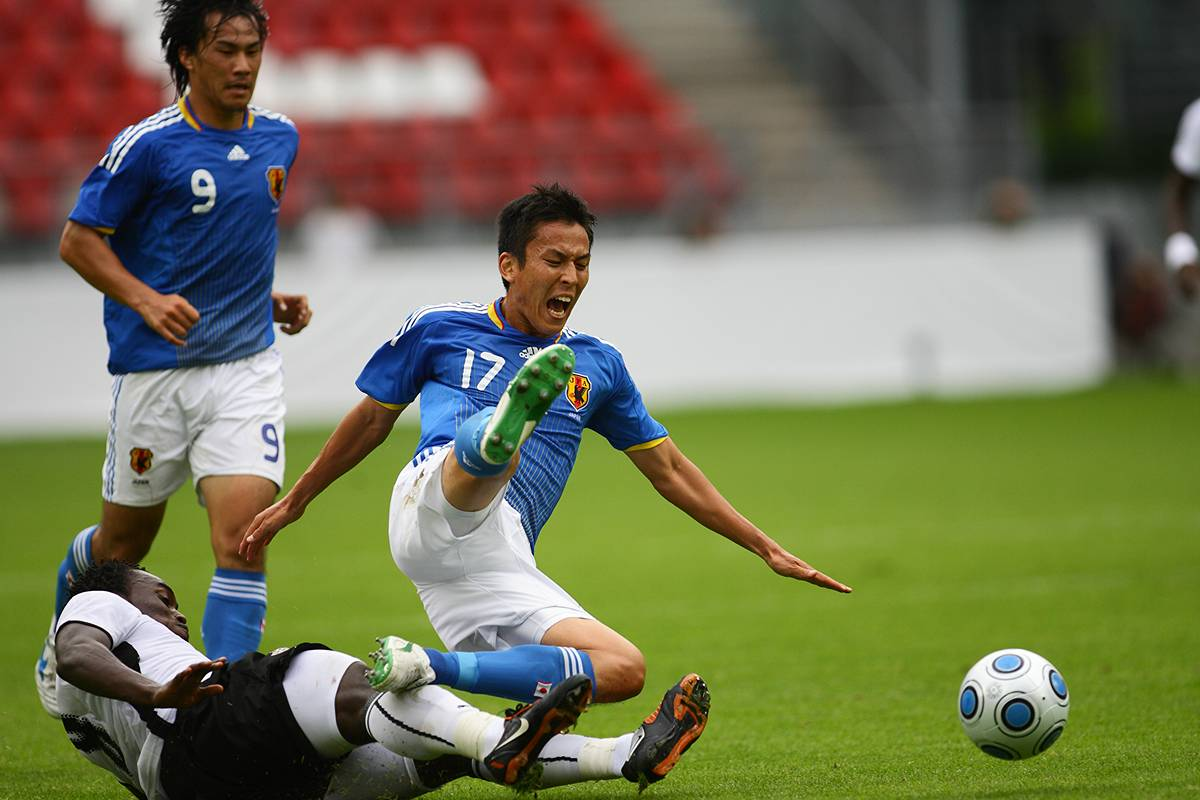
Haszebe egy Ghána elleni barátságos mérkőzésen (2009)

Hasebe 2006. február 11-én debütált a japán labdarúgó-válogatottban, egy, az USA ellen vívott barátságos mérkőzésen. Első gólját három évvel később, egy 2009-es Hong Kong elleni felkészülési meccsen szerezte meg.
Elsőként 2010-ben léphetett pályára a válogatott kapitányaként az angolok ellen vívott felkészülésin. A dél-afrikai világbajnokságon már a válogatott csapatkapitányaként jutott túl Japánnal a csoportkörön.
A 2011-es Ázsia-kupán minden mérkőzésen kezdőként pályára lépve, 1 gólt és 1 gólpasszt adva lehetett részese a kontinenstornát nyerő Japán válogatottnak. A döntőben végül Ausztráliát verte Japán a hosszabbítás második felében.
A 2013-as konföderációs-kupán Brazília és Olaszország ellen is kezdőként lépett pályára. Japán végül nem jutott túl a csoportkörön.
A 2014-es világbajnokságon továbbra is kapitányként képviselte hazáját. Elefántcsontpart ellen 54, Görögország ellen 45 percet játszott. Kolumbia ellen végig a pályán volt, Japán azonban két vereséggel és egy döntetlennel búcsúzott a tornáról.
A 2018-as világbajnokság alkalmával utolsó tornáján lépett pálya a válogatottal. Miután a gyorsan emberhátrányba kerülő Kolumbiát legyőzte Japán, majd Szenegál ellen 2-2-es döntetlent vívtak, Nisino Akira csapata még a Lengyelország elleni vereség ellenére is továbbjutott a csoportkörből, köszönhetően annak, hogy Japán kevesebb sárga lapot gyűjtött afrikai ellenfelénél. A kieséses szakaszban Belgiummal nézett szembe Japán, és kisebb meglepetésre kétgólos előnyt is szerzett magának, azonban egy utolsó perces kontrával a belga csapat fordított, ezzel kiütve Japánt a világtornáról.
Haszebe összesen 114 mérkőzésen lépett pályára a válogatottban 12 év alatt. A 2011-es Ázsia-kupa győzelem mellett két alkalommal is sikerült Japánnal kiharcolnia a nyolcaddöntőt világbajnokságon.

## Sikerei, díjai

### Japán
- Ázsia-kupa: 2011
- Kirin-kupa: 2008, 2009, 2011

### Klubok
Urawa Red Diamonds
- AFC-bajnokok ligája: 2007
- Japán labdarúgó-bajnokság: 2006
- Császár-Kupa: 2005, 2006
- Japán ligakupa: 2003
- Japán szuperkupa: 2006

VfL Wolfsburg
- Bundesliga: 2008–09

Eintracht Frankfurt
- Német kupa: 2017-18
- Európa-liga: 2021–22

### Egyéni díjak
- J. League – Év csapata: 2004
- Japán ligakupa – Az év felfedezettje: 2004
- Ázsia-kupa – A torna csapata: 2011